# 周不疑
周 不疑（しゅう ふぎ、192年 - 208年）は、後漢末期の政治家。字は元直。劉表・曹操に仕えた劉先の妹の子。荊州零陵郡重安県の出身。

## 生涯
幼少の頃より天才として評判であり、聡明で思考は敏捷であった。
建安9年（204年）、曹操がその才能を聞きつけ謁見を許されると、曹操は一目でその才能を気に入りその日のうちに自分の娘を娶らせ、議郎として取り立てようとしたが、どちらも固辞した。
建安12年（207年）、白狼山の戦いに従軍した。曹操がこの戦いにおいて柳城を攻めあぐね、なにか策はないかと配下に尋ねると、周不疑が進み出て十の計略を披露し、曹操がそれに従うと即座に柳城を降すことができた。
曹操は周不疑を溺愛していた歳が近い息子の曹沖の才と比較してその側に置こうと考えていたが、建安13年（208年）、曹沖が亡くなると周不疑はかえってその才能を危険視され疎まれるようになり、これを殺そうとした。曹丕がこれを諌めたが、曹操はお前ではあいつを御すことはできまいと言って刺客を送って殺してしまった。享年17歳にして『文論』と題した著作が四編あったという（『三国志』劉表伝 裴松之注引摯虞『文章志』）。

## 逸話
母の兄の劉先は同郷で秀才と名高い劉巴の下に送って学ばせようとしたが、劉巴は鳳を燕雀の庭で遊ばせてその才能を潰してはいけないと、これを辞退した。
あるとき祥瑞である白い雀が現れた際に、儒者たちはみな詩を作っていた。曹操が試しに周不疑を召し出し、紙と筆を与えて詩を作らせた。曹操は彼が即興で作ったその出来栄えに大いに感嘆したという。